# Braunschweig-Lüneburgsche Jäger
Braunschweig-Lüneburgsche Jäger war die offizielle deutsche Bezeichnung des 1810–1814 unter britischen Oberbefehl auf der iberischen Halbinsel kämpfenden Braunschweiger Truppenkontingents. Im englischen Sprachraum werden sie als The Duke of Brunswick-Oels Infantry and Cavalry oder kurz Brunswick-Oels Jägers bezeichnet.

## Geschichte

### Vorgeschichte
Das Braunschweiger Kontingent wurde bereits im Jahr 1809 von Herzog Friedrich Wilhelm von Braunschweig-Oels als Freikorps zur Unterstützung Österreichs im Kampf gegen Napoleon gegründet. Die wegen ihrer schwarzen Uniform auch Schwarze Schar genannte Truppe kämpfte sich nach dem Waffenstillstand Österreichs mit Frankreich auf eigene Faust durch Norddeutschland, um sich von Elsfleth aus nach England einzuschiffen.

### Neuaufstellung in England
Das britische Parlament bewilligte Friedrich Wilhelm als Kämpfer gegen Napoleon eine jährliche Pension von 7000 Pfund Sterling. Die Schwarze Schar, die mit 1.595 Mann auf der Isle of Wight eingetroffen war, wurde neu organisiert und in ein Infanterieregiment (zu zwei Bataillonen à sechs Kompanien) und ein Husarenregiment (zu sechs Kompanien) umgewandelt. Danach wurden sie als „The Duke of Brunswick-Oels Infantry and Cavalry“ in britischen Dienst gestellt. Sie behielten ihre schwarze Uniformfarbe und den silbernen Totenkopf, nur der Schnitt ihrer Uniform änderte sich: aus dem langen Polrock wurde der kurze Dolman. Es folgten Verlegungen nach Guernsey und Irland und schließlich erfolgte am 10. August 1810 die Verschiffung nach Lissabon.

### Einsatz auf der iberischen Halbinsel
In Portugal angekommen, wurden die Braunschweiger dem Oberbefehl Wellingtons unterstellt und fochten an der Seite der Briten und der Hannoveraner in britischen Diensten (der King’s German Legion oder KGL) in Portugal, Spanien und Südfrankreich, große Teile des Husarenregiments auch in Sizilien.
Die Infanterie war aufgesplittert und mehreren britischen Divisionen unterstellt, hauptsächlich General Lowry Coles 4th Division. Sie kämpften unter anderem in der Schlacht bei Fuentes de Oñoro, bei der Belagerung von Badajoz, bei der Schlacht bei Salamanca und  der Schlacht bei Vitoria. Wellingtons anfänglich pauschale Ablehnung der „Brunswick Legion“ in einer Depesche an den britischen Kriegsminister Liverpool vom 4. Januar 1811 wich schon am 5. Mai bei Fuentes de Oñoro der lobenden Anerkennung von neun Braunschweiger Kompanien in der 7th Division unter General William Houston. Das gesamte Infanterieregiment machte sich im weiteren Verlauf des Peninsular War einen guten Namen.
Da ihre englischen Kameraden jedoch Probleme hatten, den deutschen Umlaut in „Oels“ korrekt auszusprechen, wurde sie von diesen bald scherzhaft als „owls“ bezeichnet, da das schlecht ausgesprochene „Oels“ phonetisch dem englischen Wort „owl“ für „Eule“ sehr nahekommt.

### Rückkehr und weitere Entwicklung
Nach der Niederlage Napoleons wurden die Braunschweiger 1814 aus britischen Diensten entlassen und kehrten Ende 1814 nach Braunschweig zurück. Dort bildeten sie den Stamm des neuen Bataillons „von Pröstler“ (nach ihrem Kommandeur Major von Pröstler), das am 14. April 1815 in Leibbataillon umbenannt wurde. Dieses Leibbataillon zog zusammen mit den neu aufgestellten Bataillonen im Juni 1815 nach Belgien und kämpfte bei Quatre-Bras und Waterloo.